# فلات مورج

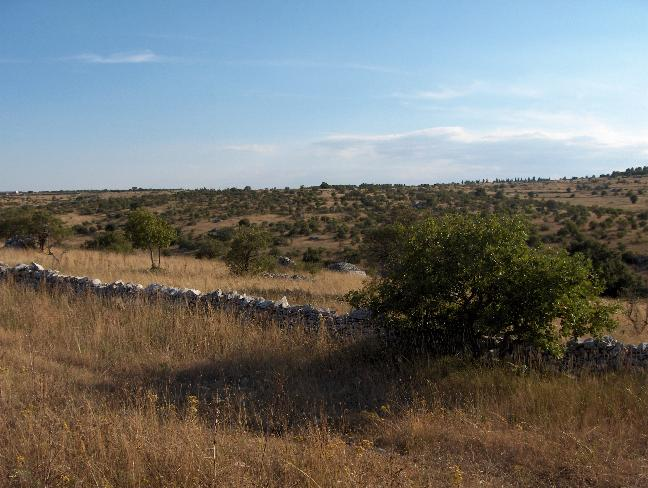
چشم‌انداز فلات مورج

فلات مورج (به ایتالیایی: Altopiano delle Murge) یک فلاتکارست مستطیل شکل در جنوب ایتالیا است. بیشتر آن در پولیا قرار دارد و با منطقه فرعی معروف به مورگیا یا لو مورژ مطابقت دارد. این فلات عمدتاً در کلان‌شهر باری و استان بارلتا-آندریا-ترانی قرار دارد، اما به استان‌های بریندیزی و تارانتو در جنوب و به ماترا در باسیلیکاتا در غرب امتداد دارد. باور بر این است که این نام از واژه لاتین murex به معنای «سنگ تیز» گرفته شده‌است.
این فلات از نظر زمین‌شناسی تا حد زیادی همگن است و بیشتر بر روی سازندهای سنگ آهکی قرار گرفته‌است و رسوبات ترا روسا نیز در این دنباله وجود دارد. سنگ‌ها عمدتاً آهکی از دوران کرتاسه هستند، به طوری که چشم‌اندازهای کرتاسه‌ای زیادی در این منطقه یافت می‌شود، مانند گودال‌ها و غارها. بزرگ‌ترین دولین‌ها در نزدیکی آلتامورا، گراوینا و مولفتا قرار دارند. در نزدیکی کاستلانا گروته غارهای کاستلانا قرار دارند که مهمترین آنها در منطقه آپولیا هستند. بلندترین نقطه این فلات مونته کاچیا با ارتفاع ۶۷۹ متر است.